# Guadalquivir
Guadalquivir je řeka na jihu Španělska, rozsahem pátá největší řeka na Pyrenejském poloostrově a největší v Andalusii. Délka řeky je 657 km. Plocha povodí měří 56 978 km². Jméno řeky pochází z arabského al-wadi al-Kabir (velká řeka), zatímco Římané ho nazývali Betis.

## Průběh toku
Pramení v Cañada de las Fuentes ve výšce 1400 m na konci obce Quesada, v pohoří Cazorla (provincie Jaén), jež náleží k Andaluským horám. Pod horami pokračuje z východu na západ a dolina řeky se rozšiřuje a v Andaluské nížině mezi městy Sevillou a Córdobou dosahuje šířky 150 až 200 m. Pod Sevillou protéká prostornou, vlhkou oblastí Las Marismas del Guadalquivir, kde se dělí na jednotlivá ramena. Před ústím do Cádizského zálivu Atlantského oceánu se opět spojuje do jednoho koryta a u Sanlúcar de Barrameda ústí do až 7 km širokého estuáru společného pro provincie Cádiz a Huelva.
Protéká provinciemi Jaén, Córdoba a Sevilla a svým povodím zasahuje na území všech osmi andaluských provincií, jakož i některých krajů Murcie, provincie Albacete, Ciudad Real a Badajoz.

### Přítoky
- levé: Guadiana Menor, Guadajoz, Genil, Corbones
- pravé: Guadalimar, Jándula, Yeguas, Guadiato, Bembézar, Viar, Ribera de Huelva

## Vodní režim

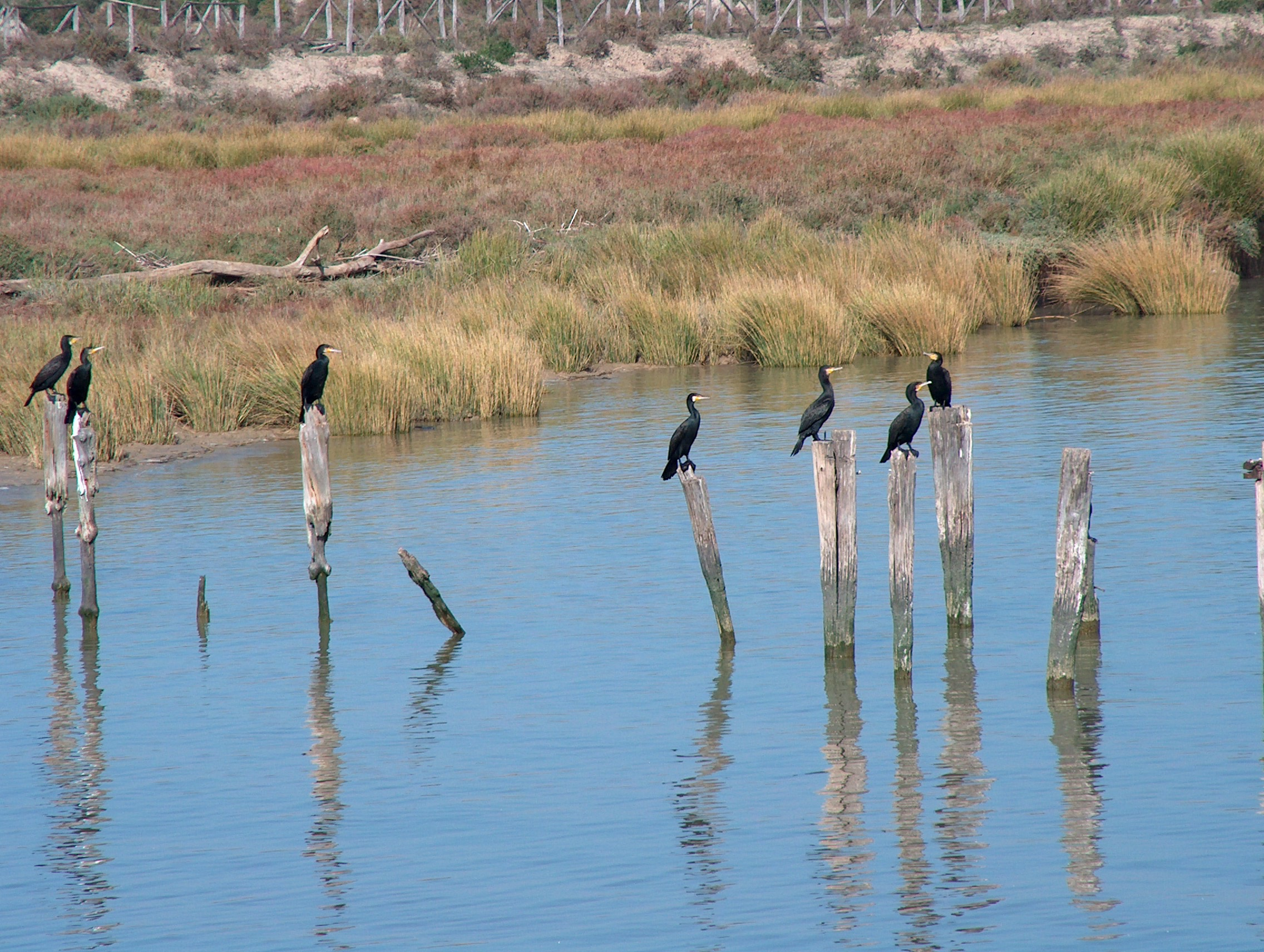
Kormoráni na dolním Guadalquiviru v rezervaci Doñana

Zdrojem vody jsou převážně dešťové srážky. Nejvyšších vodních stavů dosahuje v únoru a v březnu.
| místo              | průměrný průtok (Qa) |
| ------------------ | -------------------- |
| vodní nádrž Tranco | 19,8 m³/s            |
| Marmolejo          | 68,4 m³/s            |
| Sevilla            | 164,3 m³/s           |

## Využití
Využívá se na zavlažování. Vodní doprava je možná do Córdoby, přičemž do Sevilly se pří přílivu dostanou i námořní lodě. Sevillský přístav prožil největší slávu v době Siglo de Oro, kdy sem proudilo bohatství ze španělských kolonií.